# Gerresheimer
Die Gerresheimer AG (vormals Gerresheimer Glas AG) mit Sitz in Düsseldorf ist ein börsennotierter deutscher Hersteller von Primärverpackungen aus Glas, Spezialglas und Kunststoffen für die Pharma-, Kosmetik- und Lebensmittelindustrie. Das Unternehmen hat Standorte in Europa, Amerika und Asien.

## Geschichte
Die Gerresheimer Glas AG wurde 1864 von Ferdinand Heye, Sohn des Kaufmannes Caspar Hermann Heye (1792–1864), in Gerresheim bei Düsseldorf gegründet. Er führte das Unternehmen in Eigenverantwortung bis 1888. In diesem Jahr erfolgte die Umwandlung in eine Aktiengesellschaft. Der Unternehmensname wurde von „Ferd. Heye, Glas-Fabrik, Gerresheim bei Düsseldorf“ in „Actien Gesellschaft der Gerresheimer Glashütte, vorm. Ferd. Heye, Gerresheim bei Düsseldorf“ umbenannt.
Als Heye 1889 starb, trat sein Sohn Hermann im Alter von 23 Jahren in den Vorstand des Unternehmens ein und übernahm 1891 die Geschäftsführung. 1907 gründete Hermann Heye den Europäischen Verband der Flaschenfabriken GmbH. Er kaufte die Patentrechte an der von Michael Joseph Owens entwickelten ersten Flaschenblasmaschine für Europa auf. Sie kam ab 1908 in der Gerresheimer Glashütte zum Einsatz. Hermann leitete das Unternehmen bis zu seinem Tod 1941. Von da an übernahm sein Schwiegersohn Niels von Bülow die Geschäftsleitung des Glashüttenwerkes, da er nun das älteste Mitglied des Vorstandes war. Während des Zweiten Weltkriegs wurden die Gerresheimer Glashüttenwerke als kriegswichtig eingestuft. In der Folge mussten insgesamt etwa 2100 Frauen und Männer aus Ost- und Westeuropa Zwangsarbeit in der Produktion verrichten.

Unternehmenszentrale der Gerresheimer AG in Düsseldorf, Airport City

1959 übernahm die US-amerikanische Owens-Illinois mit Sitz in Toledo (Ohio) 50,1 % der Aktien und im Jahr 1971 die qualifizierte Mehrheit an der Gerresheimer Glas AG. Ein Jahr später, im Jahre 1972, wurde die Firma umbenannt in „Gerresheimer Glas AG.“ Ein Zweigwerk in Heilbronn, die 1967 von der Salzwerk Heilbronn AG übernommene und 1972 in den Gerresheimer-Konzern integrierte Glashütte Heilbronn, wurde am 24. März 1978 geschlossen.
Ab November 1985 wurde die Gerresheimer Glas AG wieder ein konzernfreies Unternehmen. Neuer Mehrheitseigner wurde die Westdeutsche Landesbank (WestLB), die der Owens-Illinois rund 58 % der Aktien der Gerresheimer Glas AG abkaufte. Ab 1990 erwarb die VIAG eine Mehrheit am Kapital der WestLB. Im April 2000 verkaufte die VIAG im Zuge ihrer Fusion mit VEBA zur Gründung von E.ON ihre Mehrheitsbeteiligung an der Gerresheimer Glas AG an ein von dem Private-Equity-Investor Investcorp geführtes Konsortium. Diese nahm die Gerresheimer Glas 2003 von der Börse und verkaufte ihre Beteiligung Ende 2004 an die US-Investorengruppe Blackstone.
Ab den 1990er Jahren wurde Gerresheimer schrittweise strategisch neu ausgerichtet. Zuvor war Gerresheimer einer der größten europäischen Hersteller von Bier- und Wasserflaschen. Dieser Geschäftsbereich wurde aufgegeben und das Unternehmen fokussierte sich auf Spezialverpackungen für die Pharma-, Healthcare und Kosmetikindustrie.
1999 verkaufte die Gerresheimer Glas AG die Glashütte Gerresheim zusammen mit fünf anderen Produktionsstandorten an das französische Unternehmen BSN glasspack, eine Tochter des französischen Danone-Konzerns. Im Dezember 2004 erwarb Owens-Illinois die BSN glasspack und damit auch die Glashütte Düsseldorf erneut. Im August 2005 schloss das US-Unternehmen Owens-Illinois (O-I) die Gerresheimer Glashütte, die vormals der weltgrößte Flaschenproduzent war, nach 141 Jahren. Im Jahre 2012 erwarb die Patrizia Immobilien das Gelände der ehemaligen Glashütte. Die Stadt Düsseldorf und die Patrizia Immobilien setzen auf Wohnungsbau im Glasmacherviertel Düsseldorf.
Im Februar 2005 wurde die Gerresheimer Glas Aktiengesellschaft formwechselnd in die GERRESHEIMER GLASS GmbH umgewandelt.
Im Juni 2007 erfolgte die (Wieder-)Einführung an die Börse unter dem gekürzten Namen „Gerresheimer AG“. Seit Dezember 2008 ist das Unternehmen im MDAX vertreten.
Sitz des Unternehmens ist unverändert Düsseldorf.
2007 erwarb das Unternehmen die Wilden-Gruppe, die heute unter dem Namen Gerresheimer Regensburg GmbH und als Medical Plastic Systems zum Geschäftsbereich Plastic & Devices gehört.
2011 erwarb Gerresheimer in Brasilien das Unternehmen Tampas Herméticas Védat, das heute den Namen Gerresheimer Plásticos São Paulo Ltda. trägt.
Im April 2012 übernahm Gerresheimer das indische Unternehmen Neutral Glass & Allied Industries Pvt. Ltd. mehrheitlich und im Dezember folgte Triveni Polymers Ltd. Pvt., ein Hersteller von Kunststoffverpackungen für den regulierten indischen Markt. Mit fünf Werken in Südamerika, sechs in China und sieben in Indien ist Gerresheimer in den schnell wachsenden Schwellenländern vertreten.
Im September 2015 kaufte Gerresheimer Centor.
Im November 2015 verkaufte Gerresheimer sein Röhrenglasgeschäft an das amerikanische Unternehmen Corning Inc. Zusätzlich haben Gerresheimer und Corning ein Joint Venture gegründet.
Zum 1. November 2016 verkaufte Gerresheimer seine Laborglassparte Kimble Chase (Joint Venture zwischen Gerresheimer und Chase Scientific Inc) mit Verwaltungssitz in Rockwood, Tennessee/USA an die Duran Gruppe, eine Beteiligungsgruppe von One Equity Partners.
Im Juli 2018 kaufte Gerresheimer das Schweizer Medizintechnikunternehmen Sensile Medical, einen Hersteller von Mikropumpen und gründete den Geschäftsbereich Advanced Technologies.
Seit Ende Februar 2019 gehören 60 % von respimetrix der Gerresheimer AG. Respimetrix ist in dem Geschäftsbereich Advanced Technologies angesiedelt und im Bereich der Inhalations-Messung tätig.
In der ersten Hälfte 2021 wurde das Werk in der Republik Nordmazedonien fertiggestellt.
Im Mai 2024 kaufte Gerresheimer für 800 Mio. Euro die Bormioli Pharma S.p.A. von der deutsch-schwedischen Private-Equity-Gesellschaft Triton Partners.

## Unternehmen
Gerresheimer fertigt Produkte aus Glas und Kunststoff für Pharma-, Healthcare-, Kosmetik- und Lebensmittelhersteller.
Das Unternehmen produziert auch Produkte zur Verabreichung von Medikamenten: Insulin-Pens, Inhalatoren, Mikropumpen, vorfüllbare Spritzen, Injektionsfläschchen, Ampullen, Flaschen und Behältnisse für flüssige und feste Medikamente mit Verschluss- und Sicherheitssystemen sowie Verpackungen für die Kosmetikindustrie, wie Parfüm-Flakons, Cremetiegel und Spirituosenfläschchen.

### Standorte
Gerresheimer hat 47 Standorte in 16 Ländern in Europa, Asien und Amerika.
- Momignies (GVP)
- Indaiatuba (MT) – Anápolis (KVP) – São Paulo Butantã (KVP)
- Changzhou (KVP) – Danyang (2 Werke GVP) – Dongguan (MT + MTCC) – Zhenjiang (GVP)
- Haarby (KVP) – Værløse (KVP)
- Bünde (MT) – Düsseldorf (Zentrale + respimetrix) – Essen (GVP) – Lohr am Main (GVP) – Münster (MT) – Pfreimd (MT) – Regensburg (MT) – Tettau (GVP) – Wackersdorf (MT + MT Werkzeugbau) – Wertheim (GVP)
- Besançon (KVP) – Chalon-sur-Saône (GVP)
- Kosamba (GVP + KVP) – Kundli (KVP) – Mumbai (GVP)
- Skopje (MT)
- Queretaro (Mexiko) (GVP)
- Bolesławiec (KVP + GVP)
- Olten (MT)
- Singapur (KVP + GVP)
- Horšovský Týn (MT)
- Saragossa (KVP)
- Berlin (Centor) – Chicago Heights (GVP) – Peachtree (MT) – Morganton (GVP) – Perrysburg (Centor, KVP) – Vineland (GVP)

KVP = Kunststoff-Verpackungen – GVP = Glas-Verpackungen – MT= Medizintechnik

### Kennzahlen
| Jahr | Umsatz * | Konzernergebnis* | Mitarbeiter |
| ---- | -------- | ---------------- | ----------- |
| 2008 | 1.060,1  | 4,5              | 10.177      |
| 2009 | 1.000,2  | 7,0              | 9.343       |
| 2010 | 1.024,8  | 46,7             | 9.475       |
| 2011 | 1.094,7  | 54,4             | 10.212      |
| 2012 | 1.219,1  | 68,3             | 10.952      |
| 2013 | 1.265,9  | 68,5             | 11.239      |
| 2014 | 1.290,0  | 72,9             | 11.096      |
| 2015 | 1.282,9  | 112,7            | 10.684      |
| 2016 | 1.375,5  | 168,2            | 9.904       |
| 2017 | 1.348,3  | 103,1            | 9.749       |
| 2018 | 1.367,7  | 131,1            | 9.890       |
| 2019 | 1.392,3  | 82,7             | 9.872       |
| 2020 | 1.418,8  | 89,9             | 9.880       |
| 2021 | 1.498,0  | 87,2             | 10.078      |
| 2022 | 1.817,1  | 151              | 11.062      |
| 2023 | 1.990,5  | 158              | 11.660      |
| 2024 | 2.035,9  | 164,6            | 13.400      |